# Solpuga machadoi
Solpuga machadoi är en spindeldjursart som beskrevs av Lawrence 1960. Solpuga machadoi ingår i släktet Solpuga och familjen Solpugidae. Inga underarter finns listade i Catalogue of Life.